# Tull- och accisrätt
Tull- och accisrätt är en specialdomstol vid tullen av utländska och inhemska varor i samhällen där korporationer har särskilda jurisdiktioner. Tullmålen gällde framför allt smuggling av varor.

## Tull- och accisrätter i Sverige
Från 1600-talet hade Sverige två tullsystem, Stora och Lilla tullen, även kallat Sjötull respektive Landtull. Något senare infördes Gränstull i områden med landgräns. Tullarna lydde under Tullverket, som lydde under Kommerskollegiet, vilka blev överrätter i tullmål.

### Accisrätten
Lilla tullen eller Landtullen tillkom 1622, och skulle sköta inbetalningen av tull för varor som såldes i städer. Den hade sitt ursprung i den porttull som är känd från medeltiden i städer med stadsmurar. För att döma och rannsaka brottmål mot bestämmelserna om landtull, eller accis, infördes 1664-1672 accisrätter i städerna, som också dömde i mål om misstänkt olaga landsköp och andra brott mot saluaccisen (som att olovligen sälja bryggerivaror utan att vara krögare). Såväl saluaccisen och förbudet mot landsköp syftade till att ge borgarna monopol på handel, och avsåg att vidmakthålla borgarståndets burskapssystem. Vidare hade accisrätten, liksom andra specialdomstolar, att döma i mål som handlade om korporationens seder och leverne.
Enligt Accisrätten från år 1672 skulle accisrätten presideras av generalinspektorn, och ha som bisittare borgmästaren och en rådman eller två rådmän, samt en stadsnotarie. Om generalinspektorn inte fanns i staden skulle rätten bestå av så många rådmän att rätten var lika talrik som annars. I realiteten innebar detta att accisrätten vanligen hade borgmästaren som ordförande, och som bisittare fungerade två av stadens rådmän, byfogden samt tullinspektorn vid Lilla Tullen. Tullfiskalen fungerade som åklagare. Genom stadgorna i Accisrätten standardiserades rättegångsförfarandet i accismål, som enligt lagens §5 tidigare hade upprätthållits enskilt av överståthållaren, generalguvernörer, landshövdingar, och magistraten.
Accisrätterna upphävdes 1811 som ett led i den liberala strävan att utjämna ståndssamhället och låta folket vara lika inför lagen under en nationell lagstiftning. Mål om acciser hanterades därefter av rådhusrätterna och sjötullrätterna.
Accisrätten kunde döma till bland annat beslagtagning och böter.

### Tull- eller sjötullrätten
Brottmål i utrikestull vid Stora sjötullen handlades i Tullrätten, som upphävdes 1831 av samma skäl som ovan. Brottmål som rätten handhaft överfördes då till rådhusrätterna. Tullrätten tog upp alla mål som uppdagats närmast den stad där den var belägen. Tullrätten reglerades av Seglationsordningen, som syftade till att reglera utrikeshandeln, främst genom att endast låta ett antal städer, så kallade stapelstäder, ha rättighet att ta emot främmande fartyg i sina hamnar och genom att försvåra för skepp att angöra svenska kajer. Varje skepp som ankom till en stad eller avgick därifrån var därför tvingad att besöka vissa tullstationer, som kontrollerade att tullavgifter betalats och att andra lagar upprätthölls.
Per kungligt brev den 22 oktober 1685 om konfiskationssakers avdömande, fastslogs att sjötullrätten skulle presideras av ett kammarråd, och som bisittare skulle generaltullförvaltaren, en hovrättsassessor av tredje klassen, och en assessor från Kammarrevisionen, fungera. 
Under inflytande av frihetstidens ekonomiska idéer, blev allt fler varor klassade som förbjudna, tullavgifterna ökade, och staten försökte allmänt att minska utrikeshandeln. I och med att tullavgifterna ökade, ökade tullförsnillningen och antalet brottmål i tullrätterna.
Tullrätten straffade vanligen med böter och beslagtagning. Vid allvarligare brott och med frihetstidens skärpta lagstiftning kunde tullrätten också döma till förlust av ämbete eller burskap. Hemmansägare kunde dömas förlustiga sina egendomar. Återfallsförbrytare dömdes till ärelöshet, schavott eller till livstidsarbete i kronans slott eller kronobruk. Utlänningar dömdes till landsförvisning. År 1753 skärptes straffet för "Lurendrägerier" som därefter dessutom, för allvarligare brott, innefattade kroppsbestraffning, fängelse på vatten och bröd och spinnhus för kvinnor. Eftersom många dömdes hårt i tullrätten, mildrades straffsatserna redan 1756. Husrannsakan var tillåtet och tidvis mycket vanligt vid misstanke om tullmålsbrott.
Åklagare i tullmål var tullfiskal eller annan som Kammarkollegiet utsett för ett särskilt mål. Denne biträddes av ytterligare tre fiskaler.
I områden med landgräns, framför allt i Jämtland och Torneå, fanns Gränstullrätt som dömde i smugglingsmål. Den sista gränstullrätten fanns i Haparanda och lades ner först 1933.

## 1900-talet återgång till specialdomstolar
Efter att specialdomstolarnas existens varit motarbetade politiskt i nära ett århundrade, inrättades 1923 Tullmålsdomstol i städer med utrikes handel. I praktiken var Tullmålsdomstolen densamma som rådhusrätten.